# 赫里普林
48°52′54″N 24°44′8″E / 48.88167°N 24.73556°E
赫里普林（烏克蘭語：Хриплин），是烏克蘭的村落，位於該國西部伊萬諾-弗蘭科夫斯克州，始建於1436年，面積9.58平方公里，2021年人口2,087，人口密度每平方公里196.9人。